# 诏安城隍庙
诏安城隍庙位于中国福建省诏安县南诏镇西门街西端，始建于明嘉靖九年（1530），嘉靖二十七年（1548）以关帝庙改建，清代重建。现建筑占地面积1200平方米，采用三落廊院式布局，中轴线上依次为影壁戏台（近年重建）、门楼、前厅、拜亭和正殿，其中门楼面阔三间、进深十一檩，歇山顶，保留了闽南古代的连珠叠斗式做法，正殿面阔三间、进深四柱，硬山顶，前厅及两廊墙体内嵌有明万历、天启，清康熙、乾隆间重修碑刻5方。